# Десан, Сьюзан
Сьюзан М. Десан (Suzanne M. Desan; род. 10 сентября 1957) — американский историк, специалист по ранней современной Европе и в особенности Франции XVIII века и Французской революции, также специализируется на женской и гендерной истории. Доктор философии, именной профессор Висконсинского университета в Мадисоне.
Дочь эмерит-профессора философии Джорджтауна Wilfrid Desan, сестра Кристин Десан, профессора Гарварда.
Окончила Принстонский университет (бакалавр истории). В Калифорнийском университете в Беркли получила степени магистра и доктора философии по истории.
Отмечена University of Wisconsin Chancellor’s Distinguished Teaching Award (2007) и UW-Madison Undergraduate History Association’s Professor of the Year Award (2013).
Автор статей и четырёх книг.
Соредактор (совм. с Линн Хант) сборника эссе The French Revolution in Global Perspective (Cornell University Press, 2013). Также автор или соредактор Reclaiming the Sacred: Lay Religion and Popular Politics in Revolutionary France (Cornell University Press, 1990) {Рец.}; The Family on Trial in Revolutionary France (University of California Press, 2004); Family, Gender, and Law in Early Modern France (Pennsylvania State University Press, 2009) {Рец.}.